# Flat Holm
Flat Holm (walis. Ynys Echni) ist eine Insel im Bristolkanal etwa 6 km (4 mi) entfernt von Lavernock Point im Vale of Glamorgan vor der Küste von Südwales. Auf der Insel befindet sich der südlichste Punkt von Wales. Administrativ gehört sie zum Cardiffer Stadtteil Butetown.
Die Insel hat eine lange Siedlungsgeschichte, die mindestens bis zur Zeit der Angelsachsen und der Wikinger zurückgeht. Es gab verschiedene religiöse Nutzungen, unter anderem von Schülern des Cadoc im 6. Jahrhundert und die Bristol Channel Mission (1835). Ein Sanatorium für Cholerapatienten wurde 1896 als Isolierstation für den Hafen von Cardiff errichtet. Guglielmo Marconi sendete die ersten kabellosen Signale über das offene Meer von Flat Holm nach Lavernock. Um die häufigen Schiffsunglücke einzudämmen, wurde ein Leuchtturm errichtet, der 1737 durch ein Leuchtfeuer von Trinity House ersetzt wurde. Aufgrund der strategischen Position an den Zufahrtslinien nach Bristol und Cardiff wurde 1860 eine Reihe von Kanonenstellungen, die so genannten Flat Holm Battery, als Teil der Verteidigungslinie der Palmerston Forts errichtet. Zu Beginn des Zweiten Weltkriegs wurde die Insel erneut zum Militärstützpunkt.
Heute wird sie vom Flat Holm Project Team des Cardiff Council verwaltet und ist ein Naturpark, eine Site of Special Scientific Interest und ein Special Protection Area. Das meeresnahe Grasland beherbergt schützenswerte Arten wie Rock sea-lavender (Limonium binervosum) und wilden Ackerlauch und bedeutende Seevogel-Kolonien. Darüber hinaus ist sie Heimat einer Population von Blindschleichen (slow worm) mit ungewöhnlich ausgedehnter blauer Zeichnung.

## Geschichte

### Bronzezeit und frühchristliche Zeit
Die ersten Spuren menschlicher Besiedlung stammen aus der späten Bronzezeit, 900 bis 700 v. C., bekannt als Ewart-Park-Phase. Eine Bronzeaxt wurde 1988 zwischen dem einzelnen Farmgebäude aus der Neuzeit und der West Beach (⊙) gefunden. In der nachrömischen Zeit ab dem 6. Jahrhundert n. C. wurde die Insel Rückzugsort für den Heiligen Cadoc, der sieben Jahre lang als Einsiedler auf der Insel gelebt haben soll. Sein Freund, der Heilige Gildas, lebte zur selben Zeit auf dem nahe gelegenen Steep Holm und die beiden trafen sich manchmal zum Gebet. Gildas wurde später Abt von Glastonbury.

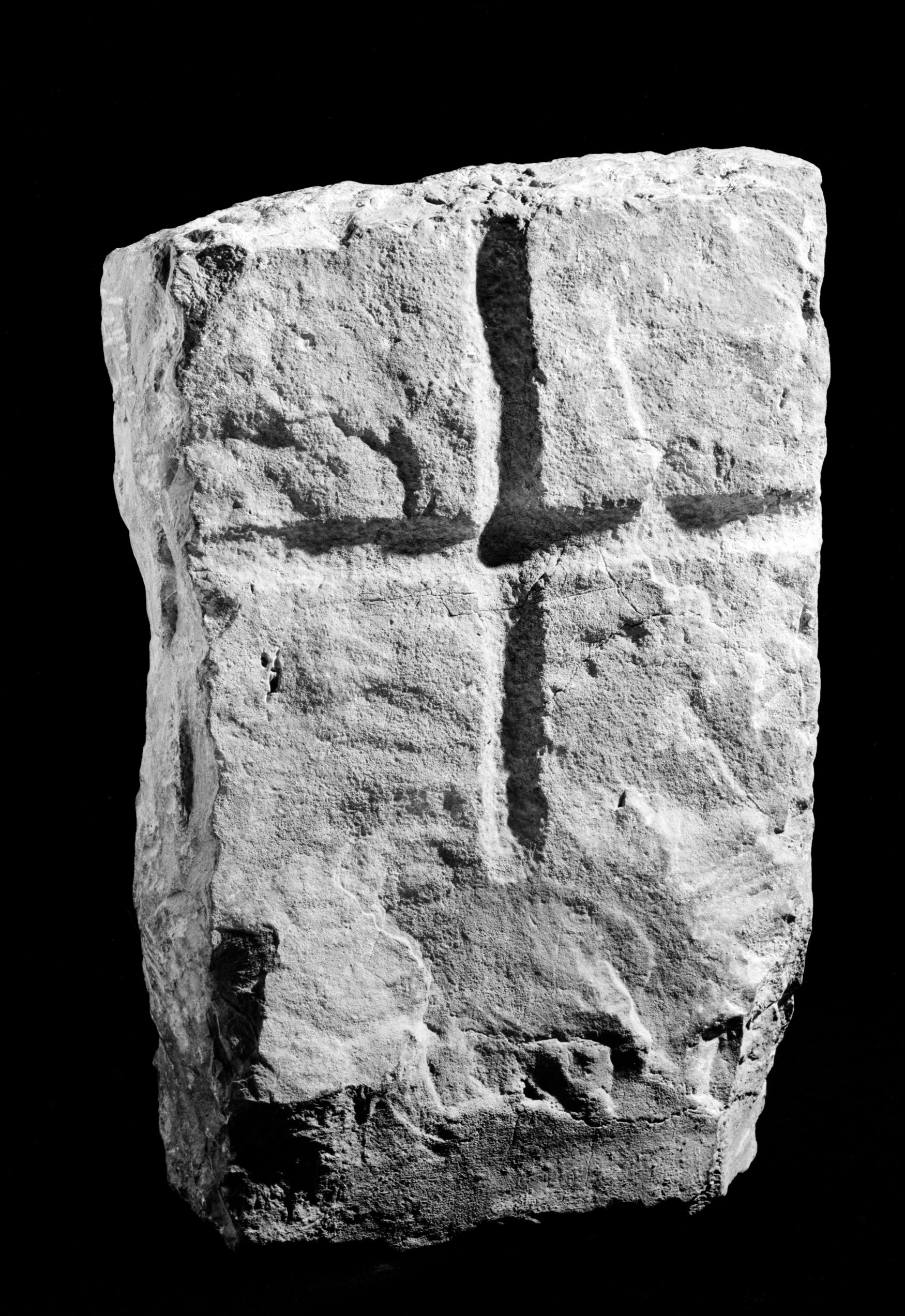
Teil eines mittelalterlichen Grabsteins (42 × 26 × 11 cm) im National Museum of Wales

Im Juni 1815 besuchte Thomas Turner Flat Holm in einem kleinen Boot und saß wegen starker Winde eine Woche lang auf der Insel fest. Er entdeckte zwei christliche Gräber 23 m nordöstlich des Farmgebäudes. Ein Grab war geöffnet worden. Es enthielt noch ein männliches Skelett. Der Grabstein des geöffneten Grabes bestand aus Purbeck-Marmor und trug ein Keltenkreuz, war aber zerbrochen. Ein weiteres beschädigtes Grab, das ebenfalls durch einen Grabstein markiert war, wurde im Südosten der Insel gefunden. Es enthielt einen Sarg der mit Eisennägeln zusammengefügt war. Im Inneren befanden sich zwei Skelette, die mit Brandkalk abgedeckt worden waren, was darauf hindeutet, dass die Toten möglicherweise durch eine ansteckenden Krankheit verstorben waren.

### Angelsächsische Ära und Mittelalter
Die Angelsachsen nannten die Insel Bradanreolice. Reolice kommt von dem irischen Wort für „Kirchhof“, bzw. „Friedhof“, was darauf hindeutet, dass die Insel eine religiöse Bedeutung als Begräbnisplatz hatte. Der heutige Name „Holm“ kommt dagegen aus dem Altnordischen und hat die Bedeutung „Insel in einem Ästuar“. Aufzeichnungen deuten an, dass eine Wikingerflotte vom Süden der Bretagne, angeführt von zwei Earls, Ottir (Oter) und Hroald (möglicherweise Ragnall), nach einer Niederlage, die sie durch die Sachsen bei Watchet erlitten hatten, Zuflucht suchten.
Die Angelsächsische Chronik berichtet, dass 1067 Gytha Thorkelsdóttir, die Mutter von Harold Godwinson sich auf der Insel aufhielt, bevor sie nach der Normannischen Eroberung Englands nach Saint-Omer in Frankreich ging. Nach der Invasion gründete Lord Robert Fitzhamon, ein Cousin von Wilhelm I., die Grafschaft Shire of Glamorgan in Wales mit Cardiff Castle als Machtzentrum. Flat Holm kam zum Pfarrbezirk von St Mary’s, einer von Cardiffs beiden Pfarrkirchen und wurde erblicher Besitz der normannischen Lords of Glamorgan.
Eine archäologische Untersuchung durch Howard Thomas 1979 brachte eine Reihe von mittelalterlichen Scherben in der Nähe des Farmgebäudes zu Tage und erbrachte Beweise für eine dauerhafte Besiedlung der Insel wie zum Beispiel Middens mit Tierknochen und Austern- und Herzmuschelschalen Darüber hinaus fand man Fragmente von grün glasierten Flaschen und Flakons aus dem späten 12. und 13. Jahrhundert sowie Steingutscherben aus dem 14. Jahrhundert. Pennant-Sandstein-Schindeln und ein Fragment eines glasierten Ziegels deuten darauf hin, dass es ein größeres Gebäude gegeben hat, möglicherweise eine Kapelle. Wahrscheinlich wurde dieses abgerissen, als das heutige Farmgebäude errichtet wurde. Besitzurkunden von 1542 zeigen, dass Heinrich VIII. ein Lehen an einen Edmund Tournor ausstellte, damit er die Insel bebaute. Seine Familie blieb auf Flat Holm bis zum Ende des 17. Jahrhunderts, als das Lehen an Joseph Robins gegeben wurde.

### 18.Jahrhundert – Schmuggel

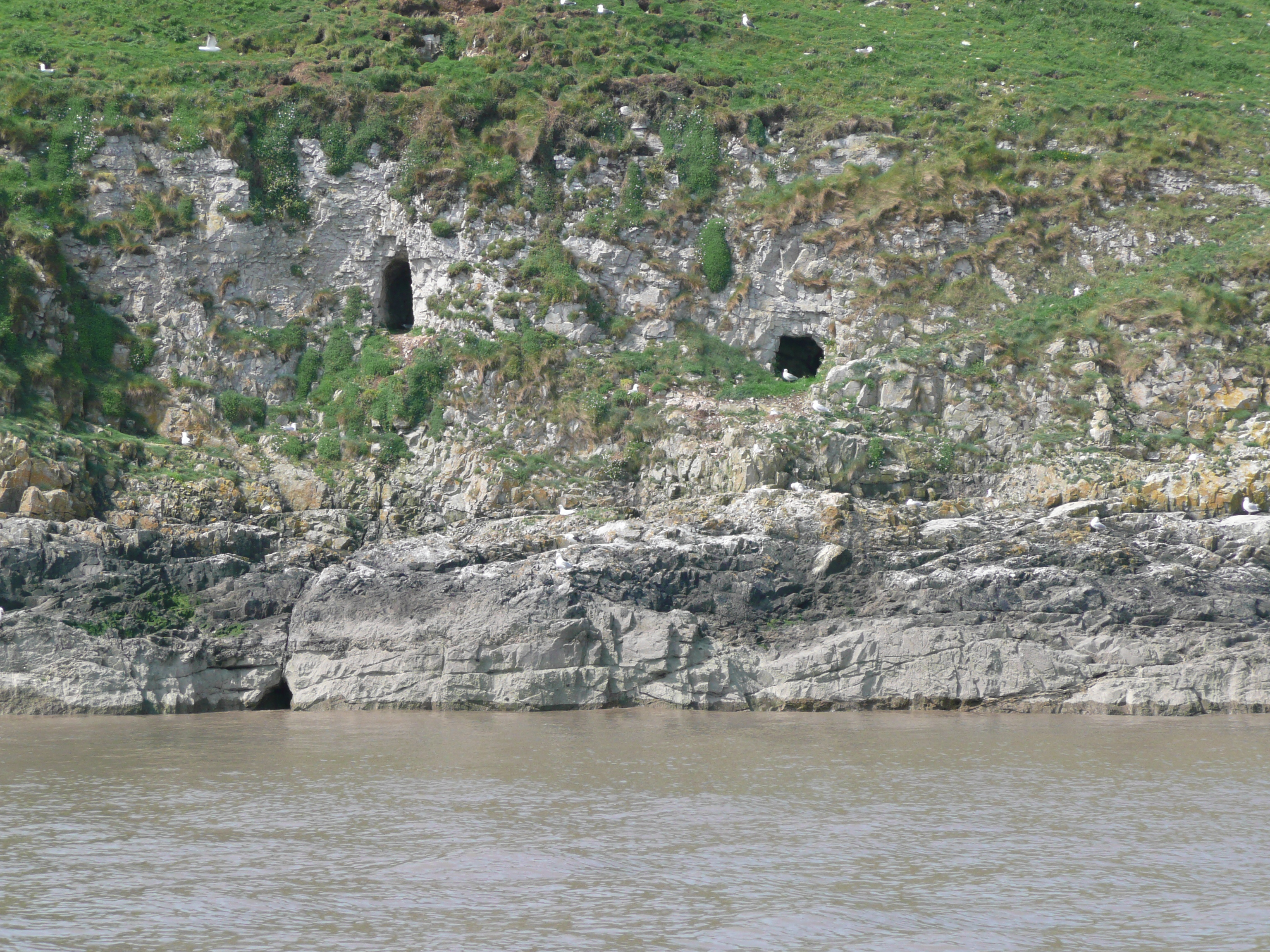
Höhle und Minengang in den östlichen Klippen von Flat Holm

Im 18. Jahrhundert wurde die Insel zu einer idealen Schmugglerbasis. Man hat gemutmaßt, dass ein alter Stollenschacht im Norden der Insel mit einer Reihe natürlicher Tunnels und einem versteckten Ausgang zum Meer verbunden war. Obwohl Flat Holm sowohl von der walisischen als auch der e
englischen Küste voll einsehbar war, waren die Zollbehörden machtlos, da sie selbst kein Boot besaßen. Die Tradition besagt, dass eine kleine Höhle in den östlichen Klippen der Insel als Lagerraum für Schmuggelware wie Tee und Brandy gedient habe.

### 19.Jahrhundert – Seafarer’s Mission

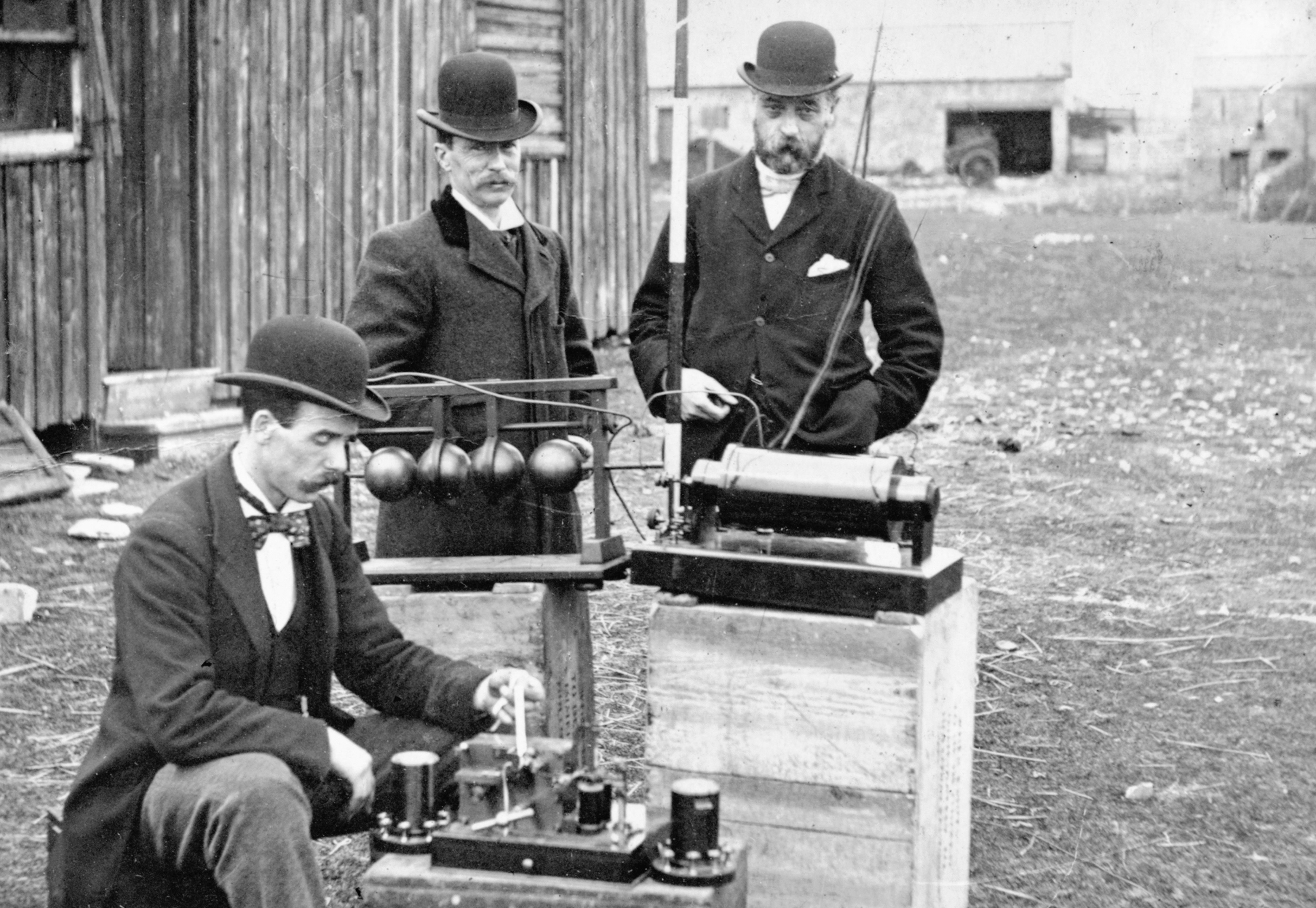
Post Office Engineers inspizieren Marconis Ausrüstung auf Flat Holm, Mai 1897

1835 gründete John Ashley von Clevedon die Bristol Channel Mission, nachdem er drei Monate bei den Seeleuten auf der Insel gelebt und gewirkt hatte. Er hatte die Bedürfnisse der Seeleute auf damals 400 Segelbooten im Bristolkanal erkannt. Daraus entstand später die Mission to Seafarers, die noch heute Seeleute in 300 Häfen betreut. Jedes Jahr wird ein Gottesdienst abgehalten um die Insel zu segnen.

### Die erste kabellose Morse-Übertragung über das Meer
Am 13. Mai 1897 übertrug der 22-jährige italienische Erfinder Guglielmo Marconi das erste kabellose Morsesignal über das offene Meer von Flat Holm nach Lavernock Point bei Penarth, Wales. Er wurde dabei von dem Post Office Engineer George Kemp aus Cardiff unterstützt. Marconi hatte es nicht geschafft, die Italienische Regierung von seiner Erfindung zu begeistern, und brachte sein Telegrafiesystem nach Großbritannien. Er begegnete William Preece, einem Waliser, der zu dieser Zeit der Chief Engineer des General Post Office und eine bedeutende Persönlichkeit auf diesem Feld war. Marconi und Preece errichteten einen 34 m hohen Transmitter auf Flat Holm und einen 30 m hohen Empfänger bei Lavernock Point. Die ersten Versuche am 11. und 12. Mai scheiterten. Am 13. Mai wurde der Mast in Lavernock auf 50 m erhöht, woraufhin die Signale deutlich empfangen wurden. Die Nachricht in Morsezeichen war „Are you ready“; das originale Papier mit dem Morsecode mit Unterschriften von Marconi und Kemp befindet sich im National Museum of Wales.
Die Insel machte am 8. Oktober 2002 erneut Kommunikationstechnik-Geschichte, indem sie eines der ersten Gebiete in Süd-Wales wurde, die durch kabellose Verbindungen vom Cardiff Council mit dem Internet verbunden wurde. Dies geschah im Rahmen des Flat Holm Projects. Die Verbindung wird für Internet, Zugang zum Cardiff Council data network und VOIP-telephonie benutzt. Im Farmgebäude gibt es zwei Telefonapparate, die zum PBX des Councils gehören. Daher besitzen sie Telefonnummern mit der Vorwahl von Cardiff. 105 Jahre nach Marconi machte der IT Consultant Spencer Pearson den ersten Telefonanruf von der Insel zu seinem Büro in der County Hall, Atlantic Wharf, Cardiff.

## Schiffsunglücke
Die trügerischen Bedingungen für Schiffe rund um die Insel führten zu vielen Schiffsunglücken. Das britische Passagierschiff Tapley verlor sieben Passagiere als es im Januar 1773 auf der Überfahrt von Cork, Irland nach Bristol bei Flat Holm auflief.
Am 23. Oktober 1817 sank die britische Sloop William and Mary, nachdem sie auf den nahegelegenen Felseninseln, die als The Wolves bekannt sind, aufgelaufen war. Das Schiff war unterwegs von Bristol nach Waterford und sank innerhalb von fünfzehn Minuten. Der Mate John Outridge und zwei Seeleute konnten im Rettungsboot entkommen. Fünfzehn Überlebende wurden später gerettet, die sich an der Takelage des Schiffes festgehalten hatten, aber 54 weitere Passagiere ertranken. Fünfzig von ihnen wurden aus dem Schiff geborgen und auf Flat Holm beigesetzt.
1938 fuhr das Dampfschiff Norman Queen auf Grund, konnte aber wieder befreit werden, 1941 sank das Dampfschiff Middlesex.

## Geographie

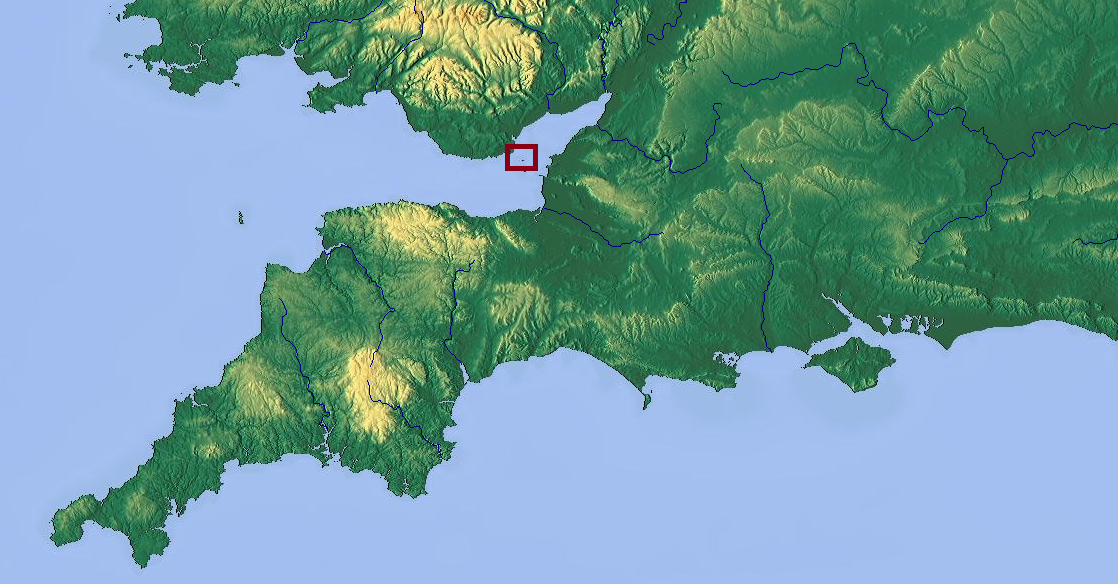
Lagekarte für Südwales

Flat Holm liegt im Bristol-Kanal. Sie ist eine kleine, beinahe kreisrunde Kalkstein-Insel mit etwa 620 m (2030 ft) Durchmesser und 35 ha (86 acre) Fläche. Sie steigt gemächlich von der Wetterseite im Westen, mit ihrer felsigen Küste, an bis zu den weniger ausgesetzten Klippen im Osten, wo heute der Leuchtturm steht. An ihrer höchsten Stelle ist sie 32 m (105 ft) hoch. Flat Holm gehört kommunal zu Wales, während das nahe gelegene Steep Holm (walis. Ynys Rhonech) Teil von England ist. Etwa 1,3 km (0,8 mi) nordwestlich von Flat Holm liegen die beiden kleinen Inseln, die als The Wolves bekannt sind. Sie haben Abmessungen von ca. 25 m × 20 m (82 × 66 ft).
Der Tidenhub im Bristol-Kanal beträgt 15 m (49 ft); er wird nur durch den Tidenhub in der Bay of Fundy in Ost-Kanada übertroffen.

## Geologie

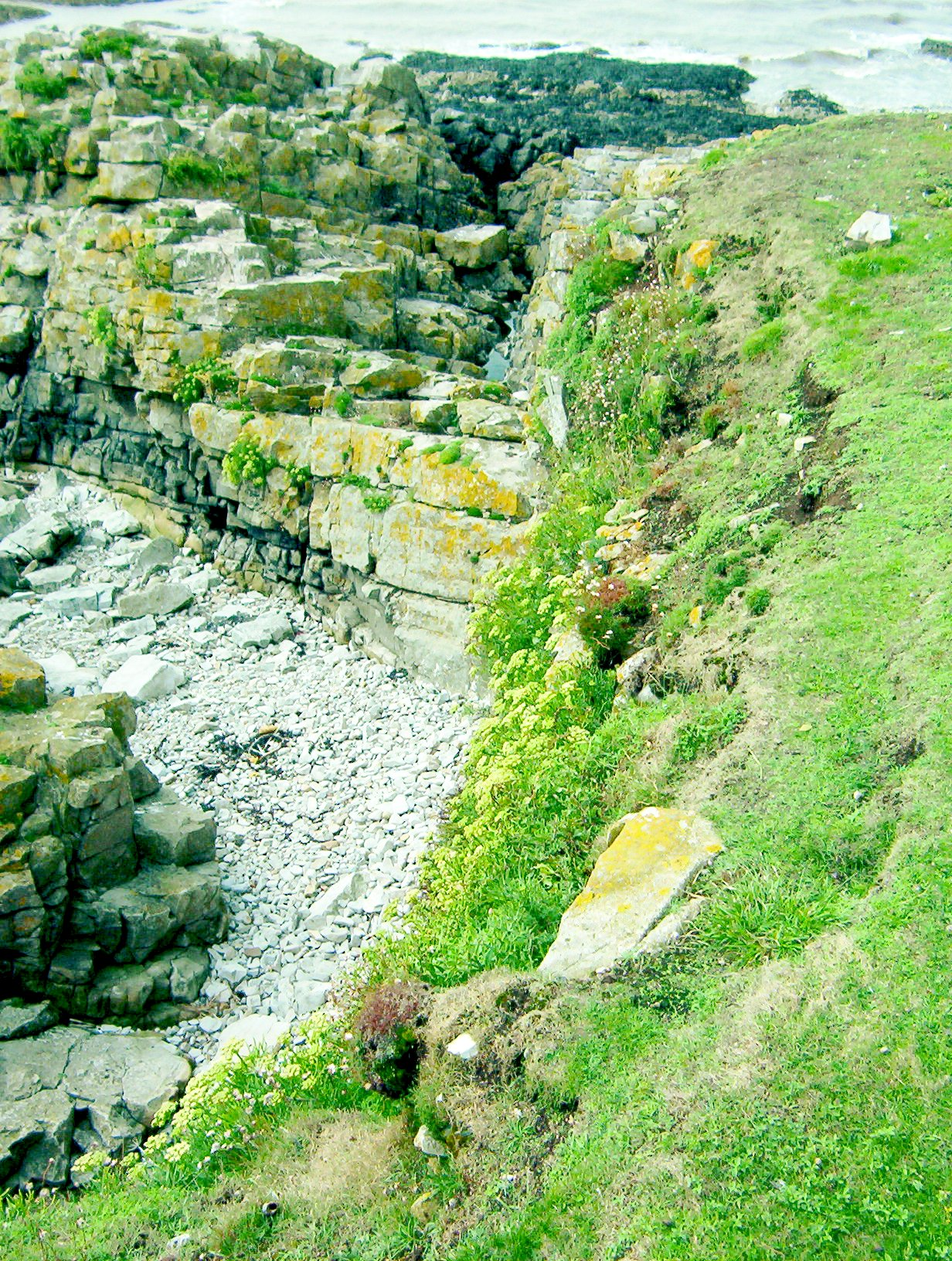
Geologischer Aufschluss

Während der letzten Eiszeit, vor etwa 1,8 Millionen Jahren, lag der Wasserspiegel im Severn Estuary etwa 50 m unter dem heutigen Meeresspiegel und Flat Holm war mit der Küste von Somerset als Ausläufer der Mendip Hills verbunden. Seit dem Beginn der Mittelsteinzeit vor 15.000 Jahren zogen sich die Eispanzer zurück und die Ebenen entlang der Flussmündung wurden überflutet. Die Erhebungen der Mendip Hills wurden zu den Inseln Flat Holm und Steep Holm.
Der Carboniferous Limestone (Kohleführender Kalkstein), aus dem Flat Holm besteht, stammt aus einem größeren mesozoischen Becken, dass sich von Bristol und Mendip westwärts entlang der Mündung des Severn nach Süd-Wales erstreckt. Er steht im Westen noch bei Sully Island und Barry an. Teile von Flat Holm sind ausgewiesen als Geological Conservation Review (GCR)-Gebiet und als Site of Special Scientific Interest (SSSI). Die GCR- und SSSI-Interessengebiete liegen an der südwestlichen Küstenlinie, ausgehend vom Nordwest-Kap bis zum Lighthouse Point wo große fossile „ripple marks“ als wellenförmige Muster sichtbar sind.
Es gibt silberhaltigen Galenit auf Flat Holm. Die Gruben und Erdhaufen auf der Inselfläche sind die Ergebnisse von Probegrabungen. Ein Streit über Abbaurechte in den 1780ern endete damit, dass John Stuart, Lord Mount Stuart eine offizielle Beschwerde einreichte, wonach der Leuchtturmwärter die Kohlen für das Leuchtfeuer zur Herstellung von Blei verwendete. Bleiabbau war jedoch nicht profitabel. Roter Mergel aus der Trias füllte Spalten im Kalkstein, was auf Verkarstung während dieser Zeit hindeutet. Höhlen auf der West- und Nordost-Seite der Insel wurden als Schmugglerverstecke genutzt.

## Gebäude

### Leuchtturm und Nebelhorn

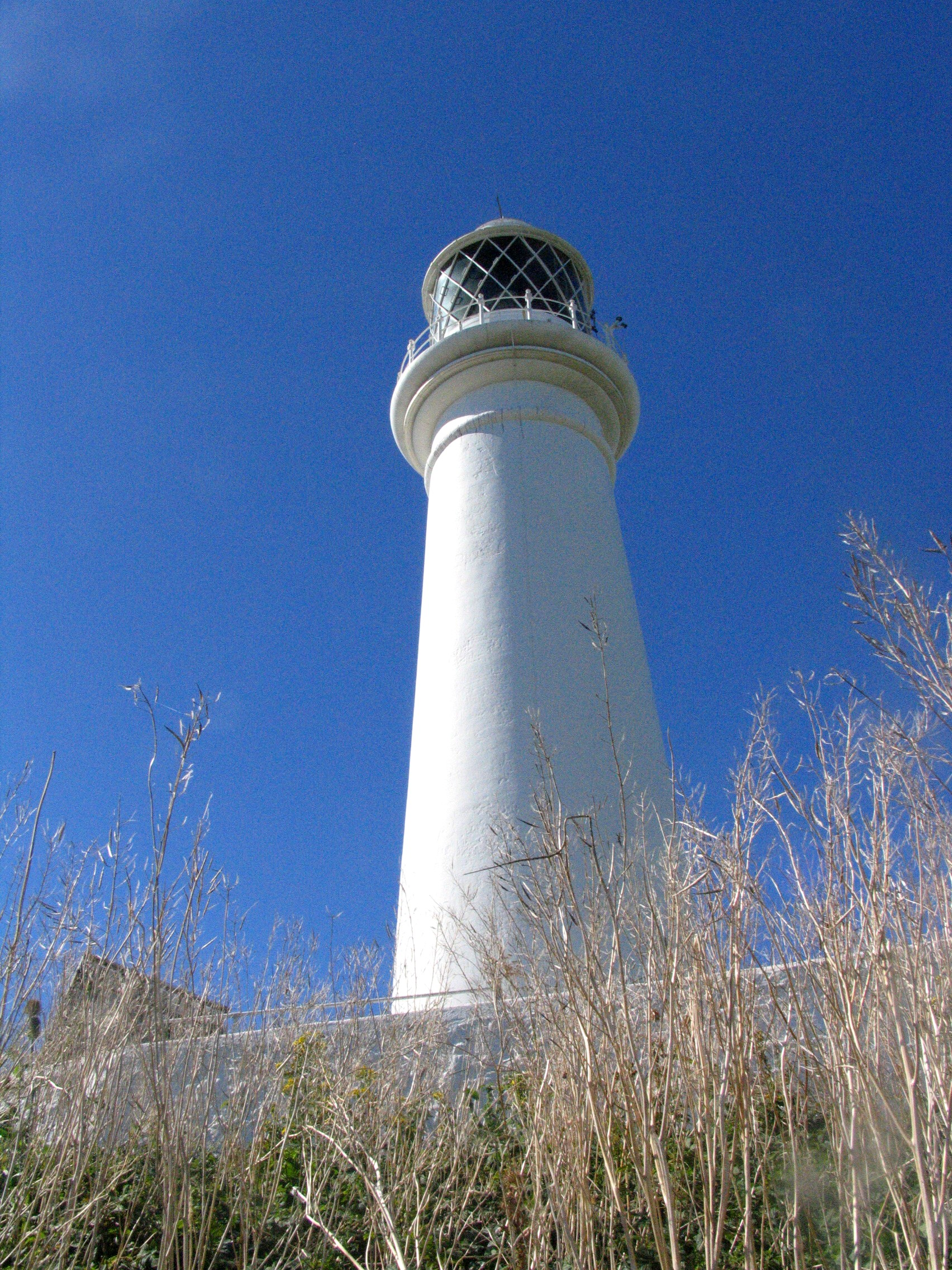
Flat Holm Lighthouse

Flat Holm Lighthouse ist 30 m (98 ft) hoch und liegt 50 m (160 ft) über dem mittleren Flutpegel; er verfügt über eine 100-Watt-Lampe, die dreimal alle zehn Sekunden blitzt und im Farbwechsel zwischen 106° und 140° rot; bis 151° weiß; bis 203° rot; und wieder bis 106° weiß leuchtet. Das weiße Licht war bis zu 18 sm sichtbar. Trinity House verzeichnet heute 15 sm für das weiße Licht und 12 sm für das rote Licht. (28 bzw. 22 km).
Das erste Licht auf der Insel war eine einfache Feuerschale auf einem Holzgerüst auf der Klippe im Osten der Insel. 1733 bat die Society of Merchant Venturers von Bristol die General Lighthouse Authority, Trinity House, um einen richtigen Leuchtturm. Dies wurde jedoch damals abgewiesen. 1735 machte William Crispe von Bristol eine Eingabe, dass ein Leuchtturm auf seine Kosten gebaut werden könne. Diese Eingabe wurde auch abgewiesen, aber die Verhandlungen wurden 1736 wieder aufgenommen, als 60 Soldaten ertranken, nachdem ihr Schiff bei den Wolves aufgelaufen war. Nach der Katastrophe unterstützte auch die Society of Merchant Venturers William Crispes Eingabe. Crispe willigte ein, £800 zur Errichtung des Turms und für die Zulassungsgebühren zu zahlen. Der Turm wurde 1737 fertig gestellt und begann seine Arbeit am 25. März 1738.

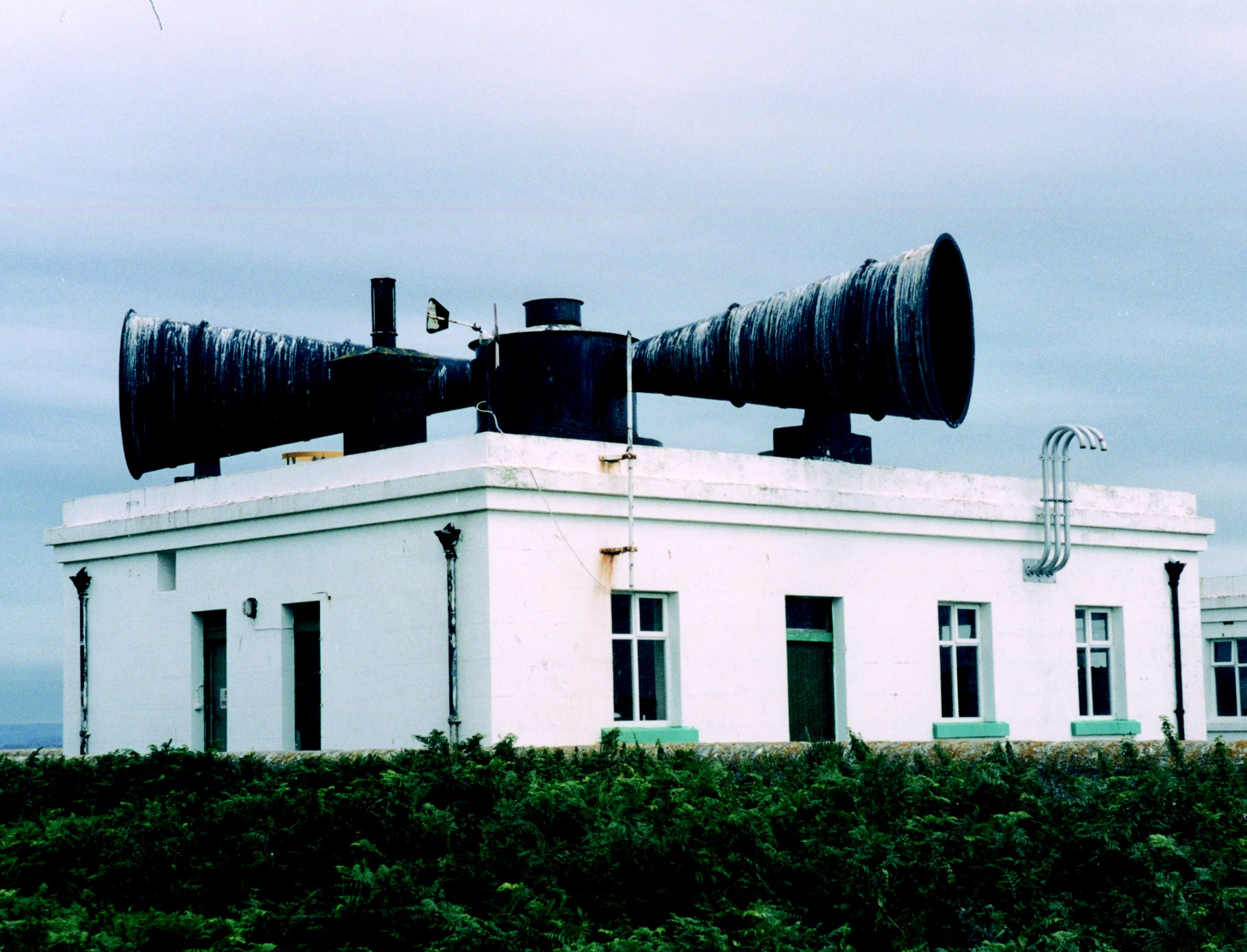
Nebelhorn-Gebäude

Der Leuchtturm wurde in einem schweren Sturm am 22. Dezember 1790 durch den Blitz getroffen. Der Leuchtturmwärter entkam knapp, aber die Leuchtkammer wurde schwer beschädigt. Eine 10 ft (3 m) hoher Riss an der Seite musste repariert werden, sowie die Eichenbalken, die die Plattform trugen. 1819 wurde der runde Steinturm umgerüstet, damit er eine stärkere Lampe aufnehmen konnte. Dazu wurde der Turm von 21 m auf 27 m erhöht. Ein Uhrwerk um das Licht zu drehen wurde 1881 installiert. Flat Holm Lighthouse war der letzte Leuchtturm im Wales, der privat betrieben wurde. Im Juli 1822 erwarb Trinity House schließlich die Rechte für £15,838.10. Zwei Jahre später wurde eine Fountain oil lamp (Öllampe) installiert und das Feuer um weitere 1,5 m erhöht. 1867 wurde eine Laterne mit 4 m Durchmesser installiert. 1929 wurde der Leuchtturm renoviert, um für bis zu 4 Wärter eine Unterkunft zu gewähren. 1988 wurde der Leuchtturm voll automatisiert und die Wärter wurden abgezogen. 1997 wurde das Licht modernisiert und auf Solarenergie umgestellt. Heute wird es vom Trinity House Operations Control Centre in Harwich, Essex, überwacht.
1906 errichtete Trinity House ein Nebelhorn, dessen Gebäude heute als Grade II listed building ausgewiesen ist. Die Sirene wurde ursprünglich durch einen 15 hp (11 kW)-Motor angetrieben. Das Signal waren zwei Schläge in kurzer Folge im Intervall von zwei Minuten. Es konnte von Menschen an beiden Küsten deutlich gehört werden. Viele Jahre nach dem Zweiten Weltkrieg wurde das Nebelhorn mit einem langen und einem kurzen Ton betrieben. Der Nautical almanac von 1965 verzeichnet ein Interval von 1.5 min. Ehrenamtliche der Flat Holm Society reparierten Nebelhorn und Motor in den 1960ern mit Unterstützung des Prince’s Trust. Die Foghorn Station wurde im Mai 2000 vom Welsh Secretary und dem Welsh Assembly First Secretary wiedereröffnet, nachdem sie seit 1988 außer Betrieb war.

### Gehöft

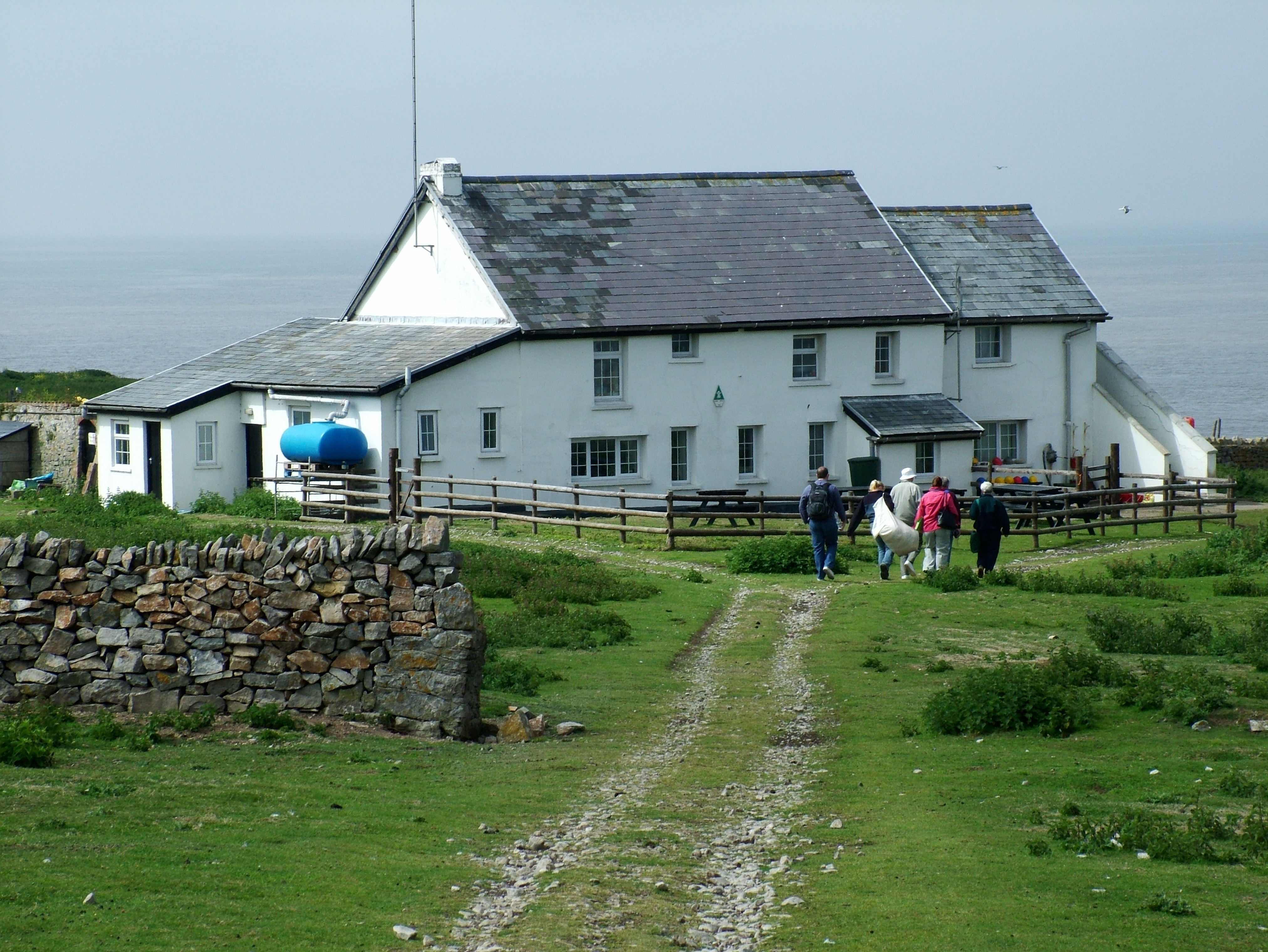
Flat Holm Farm House

Aufzeichnungen berichten, dass Mönche von St Augustine’s Abbey in Bristol eine Molkerei und ein Grangie gründeten, nachdem sie es von Robert von Gloucester um 1145 als Lehen erhalten hatten. Thomas Turner, der 1815 einige Zeit auf der Insel verbrachte, schreibt, dass die steuerbefreite Farm gedieh und zählte „seven cows, two bulls, five sheep, one horse, two pigs and two dogs“. Von 1881 existiert noch eine Steuerliste, in der als Bewohner Henry und Emily Morgan, mit vier Söhnen, vier Töchtern, einer Gouvernante und einer 14-jährigen Magd (Emma Craddock) eingetragen sind. 1897 wurde das Farmhouse in das The Flat Holm Hotel umgewandelt, eine Bar und eine kurze Pflasterstraße wurden errichtet, aber das Hotel bestand nur wenige Jahre. Das Farmhouse wurde im Zuge des Flat Holm Project renoviert und wird heute als Gästehaus genutzt.

### Geschützstellungen und Kasernen

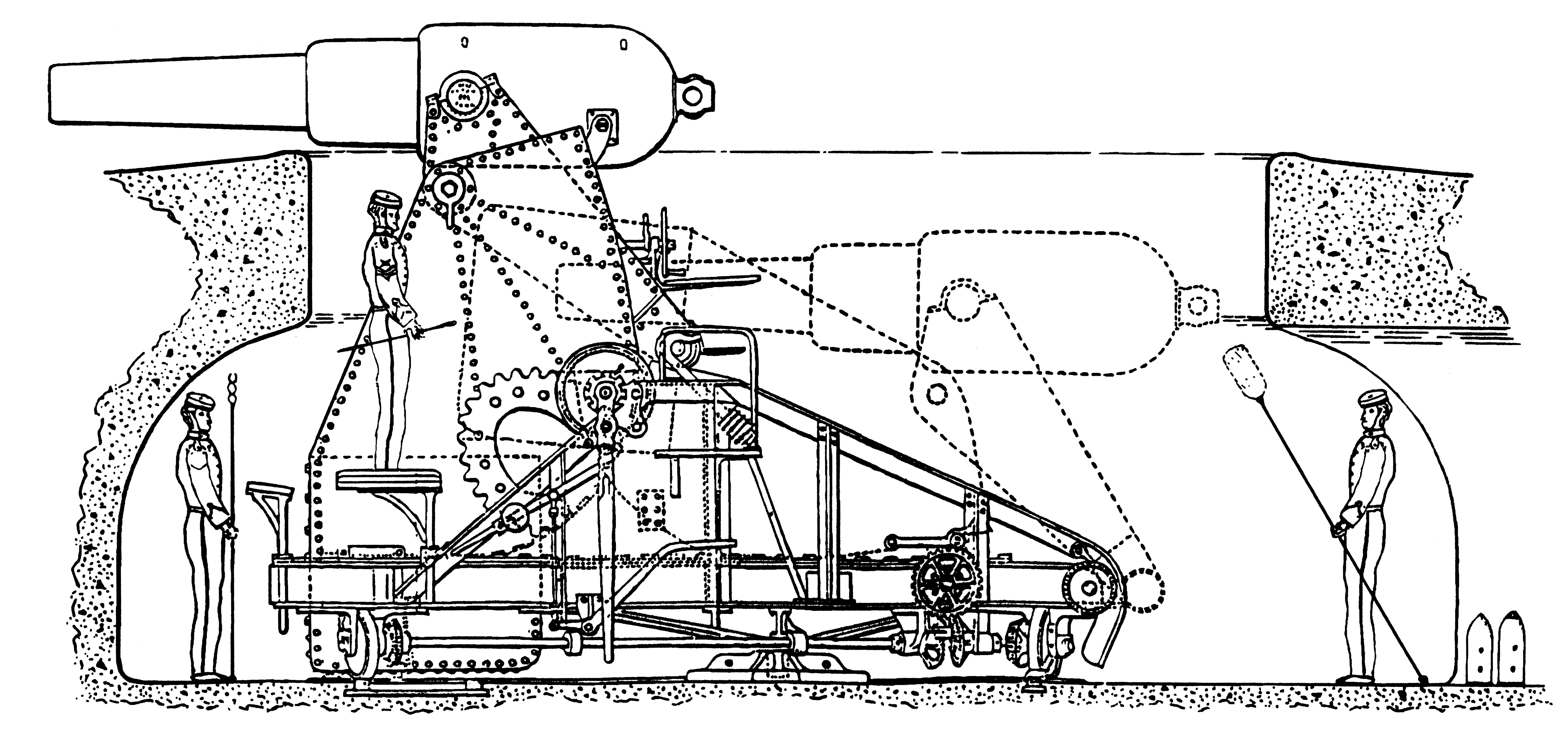
Montcrieff ’disappearing gun'

Flat Holm wurde in den 1860ern, nach einem Besuch von Königin Victoria und Prince Albert in Frankreich, befestigt, weil die Königin besorgt über die Stärke der französischen Marine war. Die Royal Commission on the Defence of the United Kingdom unter Lord Palmerston empfahl 1865 eine Befestigung der Küsten. Die Verteidigungseinrichtungen, die ein Teil der so genannten Palmerston Forts waren, wurden 1869 fertig gestellt.
Die Flat Holm Battery ist eine Reihe von Kanonenstellungen, die zur Verteidigung von Bristol und Cardiff dienen sollten. Von vieren dieser Geschützstände haben sich Überreste erhalten:

- Castle Rock Battery: Drei Kanonen in zwei Moncrieff pits und eine offene Stellung
- Farm House Battery: zwei Kanonen in einer Verschwindlafette und eine offene Stellung
- Well Battery: eine Kanone in einer offenen Verschwindlafette. Die Kanone wurde 1964 Auszubildenden der Armee entfernt.
- Lighthouse Battery: drei Kanonen in zwei Verschwindlafetten und eine offene Stellung

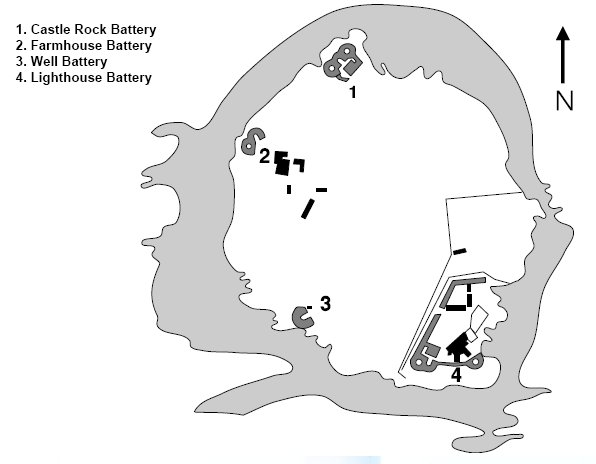
Flat Holm Battery-Stellungen

Diese vier Stellungen sind entlang der Westküste der Insel verteilt. Neun Rifled-Muzzle-Loader-Kanonen auf Moncrieff carriages wurden in Woolwich im Royal Arsenal hergestellt. Die Verschwindlafetten waren 2 m im Durchmesser und 3 m tief, erbaut aus Kalksteinblöcken und Ziegeln. Die Kanonen waren 361 cm lang und hatten ein Kaliber von 7 inch (17,78 cm). Verwendet wurden 52,3 kg schwere Palliser shots (Panzerbrechermunition). Die Kanonen wurden niemals benötigt und nur zu Testzwecken abgefeuert.

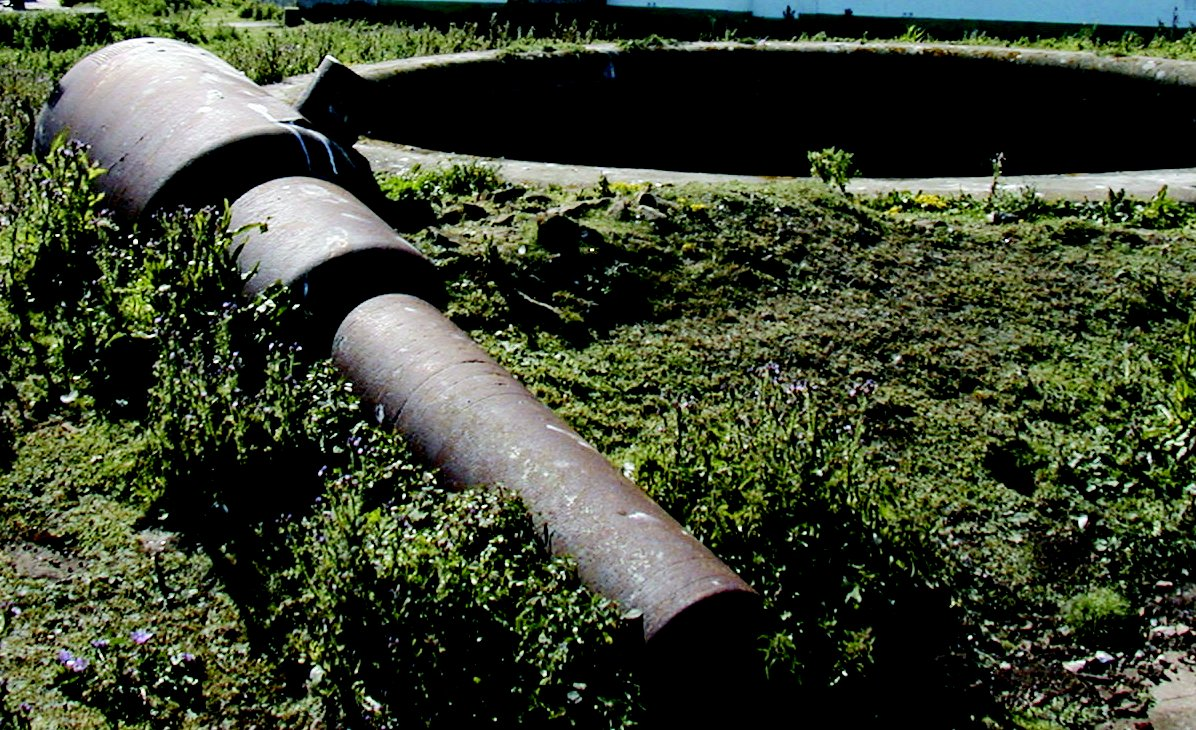
Kanone in der Nähe des Leuchtturms

1869 wurden Steinbaracken für bis zu 50 Soldaten errichtet. 1881 lebte dort jedoch nur der Master Gunner, Thomas Barrett, seine Familie und fünf Soldaten. Barretts Sohn, Albert, wurde am 31. Dezember 1881 auf der Insel geboren. Die Baracken befanden sich neben der südlichsten Geschützlafette. Weitere Befestigungsanlagen umfassten ein großes Bassin, einen unterirdischen Tank, ein Verwaltungsgebäude und ein Sicherheitslager. Ein „ditch-and-bank“-System (Graben und Wälle) diente zum Schutz der Lighthouse Battery vor Angriffen zu Lande. Die Stellung wurde 1901 aufgegeben. In jüngster Zeit wurden die Gebäude im Zuge des Flat Holm Projects für Bildungsveranstaltungen renoviert.

### Radarstation
Bei Beginn des Zweiten Weltkrieges wurden mehr als 350 Soldaten der Royal Artillery auf der Insel stationiert und die Insel mit vier 4.5-inch guns, zwei 40-mm-Bofors-Geschützen und Suchscheinwerfern zur Flugabwehr und Nahkampf-Abwehr aufgerüstet. Eine GL Mk II Radar-Station (Gun Laying Radar) wurde in der Inselmitte installiert. Die Einrichtungen sollten Atlantic Shipping Convoys zwischen Cardiff, Barry und Flat Holm schützen. Nach dem Krieg wurden diese Einrichtungen aufgegeben. Nur der Hubschrauberlandeplatz besteht noch.

### Quarantäne-Station

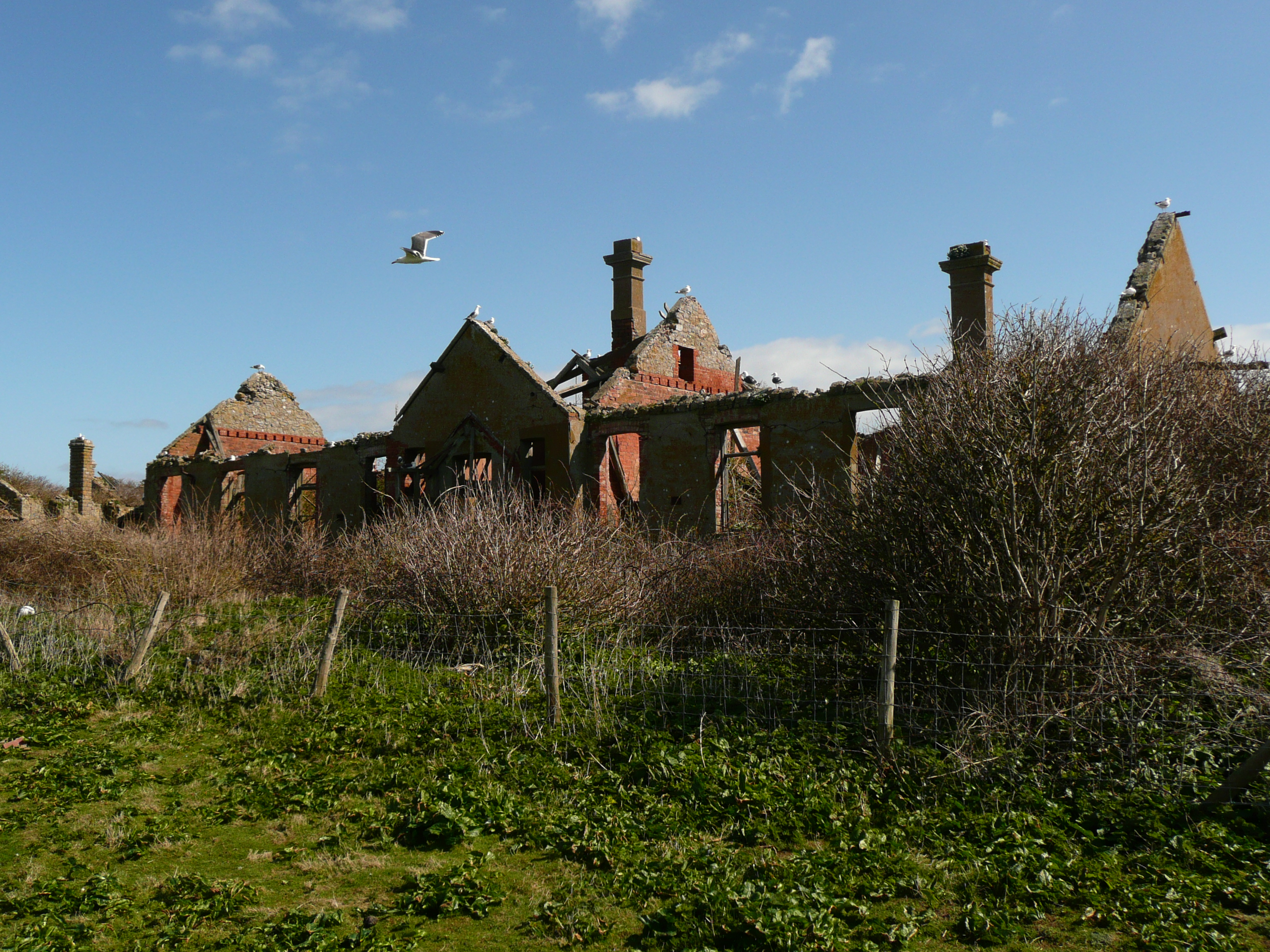
Ruinen des Flat Holm Cholera Hospital

Im Juli 1883 ließ das Dampfschiff Rishanglys drei Seeleute mit dem Verdacht auf Cholera auf der Insel zurück, von denen einer in der Folge starb. Die einzige Unterbringung war zu dieser Zeit ein Zelt und die Bewohner der Insel forderten vom Cardiff Council eine Entschädigung. 1896 erklärte sich der Marquis of Bute, der damalige Besitzer der Insel, bereit, das komplette, nicht militärisch genutzte Land für £50 pro Jahr an die Cardiff Corporation zu verpachten. Die Corporation errichtete ein Sanatorium zur Versorgung von Cholerapatienten. Das Gebäude wurde in The Lancet als „Pavilion“ mit zwei Krankenzimmern mit je sechs Betten und einem Schwestern-Zimmer beschrieben. 1893 kamen in Cardiff auf der SS Blue Jacket drei Seeleute von Marseille an, bei denen man Cholera vermutete. Der erste Maschinist Thomas Smith und Robert Doran, sowie der Zweite Maat, P. J. Morris, wurden auf die Insel in Quarantäne gebracht. Dieses Sanatorium war die einzige viktorianische Isolierstation auf einer Insel vor der Britischen Küste. Der letzte Patient starb am Ende des 19. Jahrhunderts an der Pest und wurde auf der Insel eingeäschert. Endgültig wurde das Krankenhaus 1935 geschlossen. Die Gebäude sind als historische Gebäude verzeichnet.

## Flat Holm Project
1975 pachtete das South Glamorgan County Council die Insel auf 99 Jahre. Im März 1995 entschied das County Council die Insel durch einen 50-Jahres-Vertrag von den Crown Estate zu erwerben. Flat Holm ist heute ausgewiesen als Local Nature Reserve und wird vom Cardiff Council als The Flat Holm Project verwaltet. Das Project-Team unterhält das Schiff Lewis Alexander, mit dem notwendige Materialien und bis zu 45 Passagiere zur Insel gebracht werden können.

## Flora und Fauna
Flat Holm wurde bereits 1972 zur Site of Special Scientific Interest (SSSI) erklärt. Von Interesse sind dabei vor allem die maritime grasslands an den Rändern der Insel.

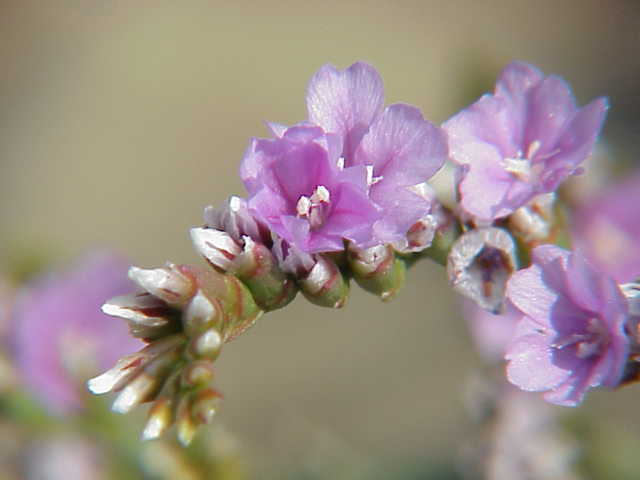
Rock sea-lavender (Limonium binervosum).

Es gibt keine endemischen Pflanzen, aber die relative Isolation bewirkt eine Bevorzugung von anspruchslosen Arten wie bird’s-foot trefoil (Hornklee, Lotus corniculatus) und biting stonecrop (Mauerpfeffer, Sedum acre). Weniger häufige Pflanzen sind Strandflieder (Limonium binervosum) und Wildlauch (Allium ampeloprasum). Der Lauch wird bis zu 1,8 m (6 ft) hoch und Flat Holm ist einer von fünf Standorten in Großbritannien.
Andere Pflanzen wurden möglicherweise von den Augustinern zu medizinischen Zwecken auf der Insel angebaut. Unter anderem sind dies: dove’s-foot crane’s-bill (Storchschnabel), ein Anodynum, die schon von Nicholas Culpeper für ihre schmerzstillende Wirkung gepriesen wurde, sowie die Pfingstrose (Paeonia mascula). Siebenunddreißig Pflanzen wurden von Frank Harris, dem Landwirt auf Steep Holm in den 1930ern angepflanzt, doch viele davon gingen während des Zweiten Weltkriegs wieder ein. Eine weitere Pflanze wurde von David Worall, dem Flat Holm Warden, 1982 gepflanzt und wird heute durch einen Zaun geschützt. Weitere Pflanzen gedeihen im Garten des Farmhouse.

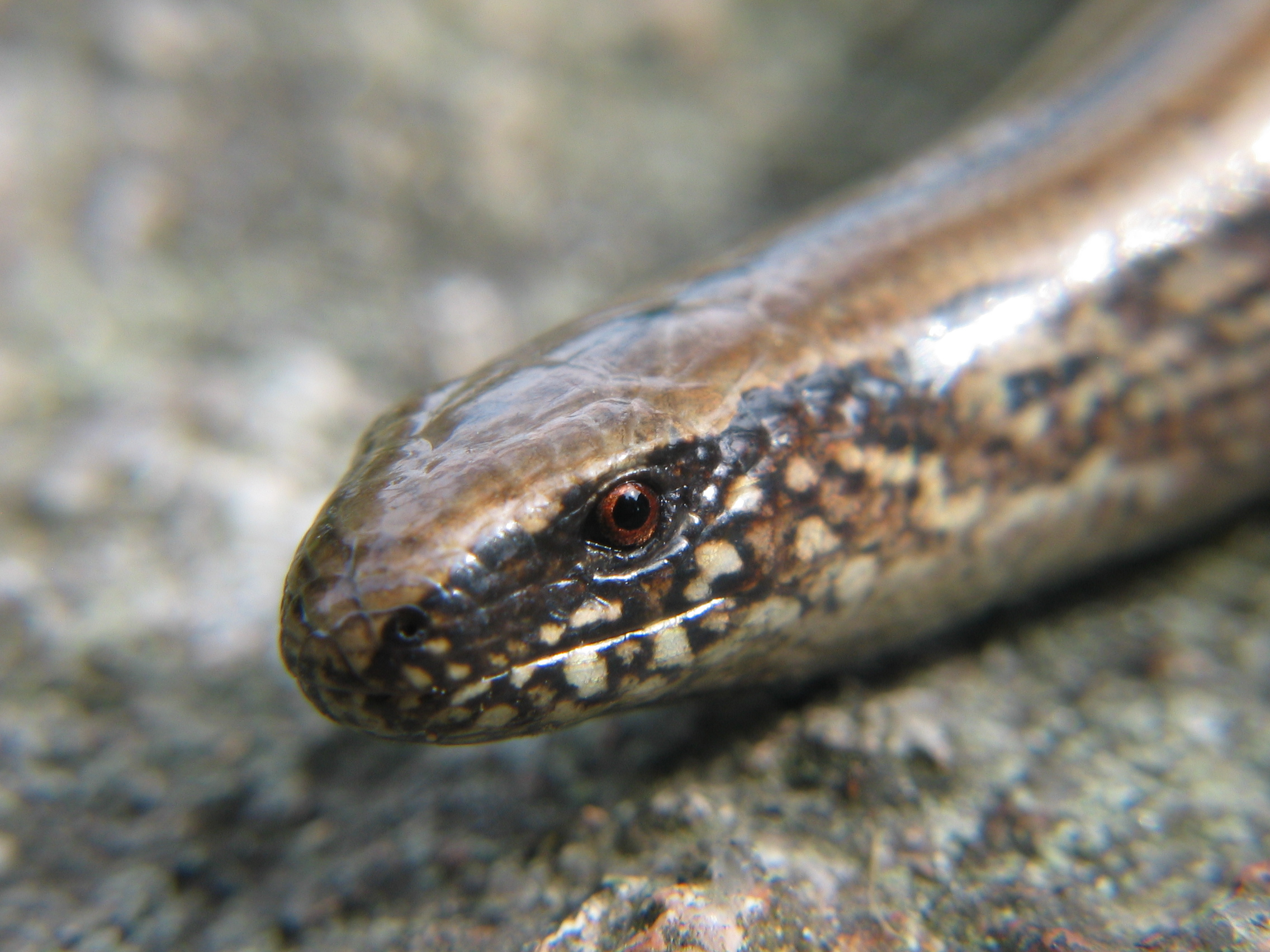
Blindschleiche

Die Insel verfügt über eine größere Kolonie von 4.000 Paaren der Heringsmöwe (Larus fuscus), 400 Paaren der Silbermöwe (Larus argentatus), 2 Paaren der Mantelmöwe (Larus marinus) und mehreren Brandgänsen (Tadorna tadorna), sowie Austernfischern (Haematopodidae).
Außerdem gibt es auf der Insel Blindschleichen (Anguis fragilis), die sich durch eine ungewöhnliche blaue Zeichnung auszeichnen.
Die Kaninchen, die durch die Landwirtschaft im 12. Jahrhundert eingeführt wurde, werden heute durch Myxomatose in ihrer Population beschränkt. Seit 1989 wird die Insel beweidet, zunächst durch Ziegen, aber seit 1997 durch Soayschafe, die wild auf der Insel grasen.

## Nachhaltigkeit

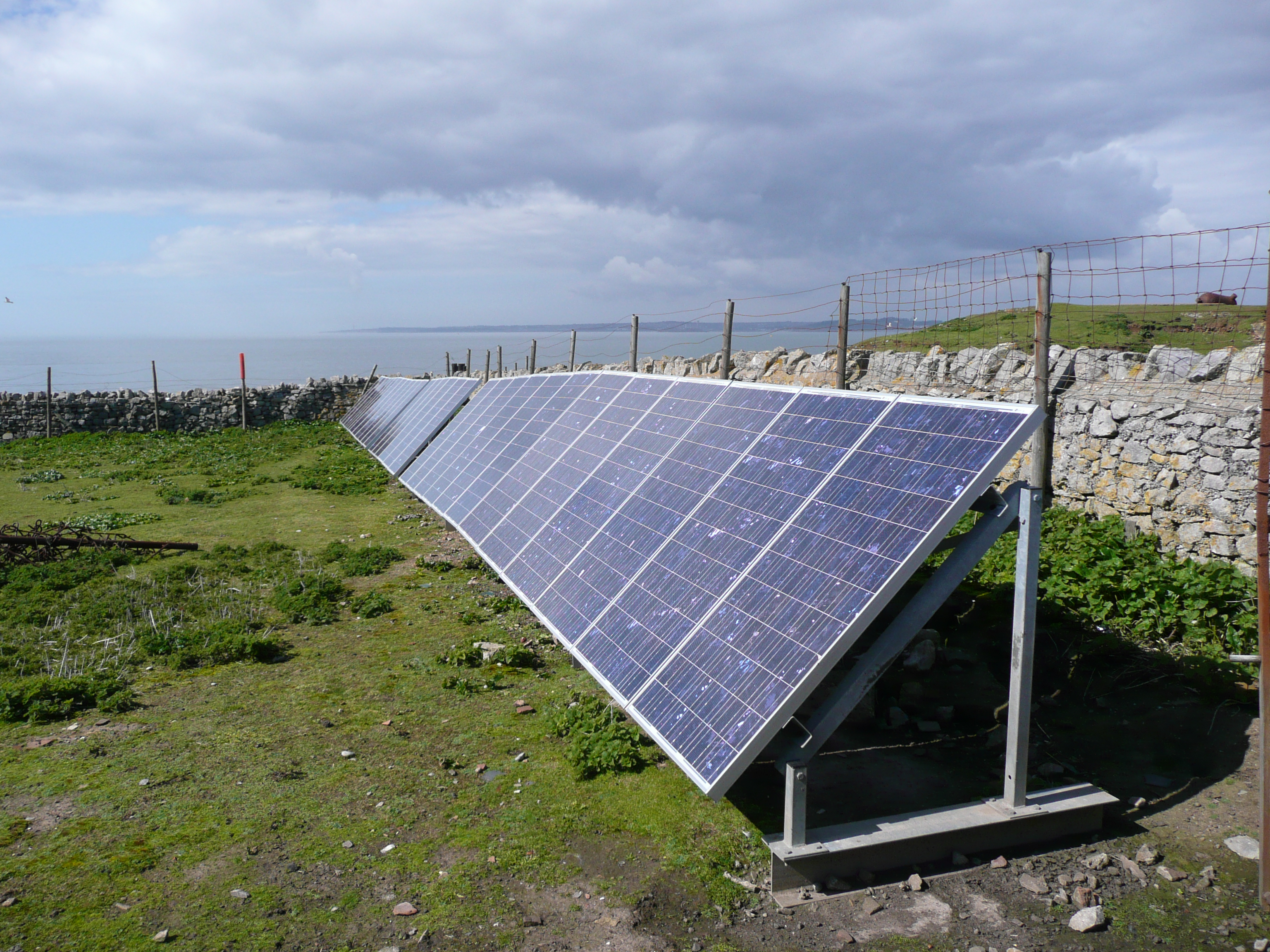
Solarpaneele auf Flat Holm

Das Flat Holm Project soll die Insel als Beispiel für nachhaltige Technologien zeigen. Die ursprünglich Energiegewinnung bestand aus mehreren Dieselgeneratoren in unterschiedlichen Gebäuden, die nicht miteinander verbunden waren. 2006 wurden Kabel verlegt, um ein ‘mini-grid’ (Mini-Stromnetz) einzurichten. Dieses wird nun durch ein (13.5 kW) Inverter/Charger-System im Farmhouse betrieben, mit dem Dieselgenerator im Farmhouse als Notstromaggregat.
2007 wurde das System um eine Batteriereihe erweitert, die durch Photovoltaik-Module und eine 6 kW Windkraftanlage auf einem nicht mehr benötigten Funkturm auf dem höchsten Punkt der Insel gespeist wird.

## Severn Barrage (Gezeitenkraftwerk)
Sofern ein Gezeitenkraftwerk (Severn Barrage) gebaut würde, könnte dies erhebliche Konsequenzen für Flat Holm nach sich ziehen. Es wurden mehrere Studien dazu in Auftrag gegeben. Die neueste stammt von 2007, als John Hutton, Secretary of State for Business, Enterprise and Regulatory Reform einen Bericht der Sustainable Development Commission anforderte.
Die Idee, ein Gezeitenkraftwerk mit 8.6 GW zu bauen, das fünf Prozent des Stromverbrauchs von Großbritannien decken würde, wird von vielen Umweltschutzgruppen bekämpft.

## Populärkultur
- 1979 hatte die Insel eine Erwähnung in Let’s Look at Wales der BBC[68]
- Die Severn Barrage wurde von der BBC in Countryfile 2008 thematisiert.[69]
- Die Episode „Adrift“ der BBC-Serie Torchwood vom März 2008 zeigt die Insel als Ort einer geheimen medizinischen Einrichtung.[70]
- Iolo Williams besuchte in der BBC-Sendung Not in My Nature im Juni 2008 die Insel.[71]